# Condado de Chambers (Texas)
O Condado de Chambers é um dos 254 condados do estado norte-americano do Texas. A sede do condado é Anahuac, e sua maior cidade é Anahuac.
O condado possui uma área de 2 258 km² (dos quais 726 km² estão cobertos por água), uma população de 26 031 habitantes, e uma densidade populacional de 17 hab/km² (segundo o censo nacional de 2000).
O condado foi criado em 1858.